# Calle de Méndez Álvaro
La calle de Méndez Álvaro es una calle de la ciudad de Madrid (España) que discurre entre la plaza del Emperador Carlos V y la calle del Convenio. Discurre en su mayor parte por el distrito de Arganzuela, constituyendo el límite entre el barrio de Atocha (al este) y los de Palos de la Frontera, Delicias y Legazpi, al oeste. Cruza, mediante un paso inferior, la antigua línea del ferrocarril de circunvalación (por la que en la actualidad discurren las líneas de Cercanías C-1, C-7 y C-10), así como la M-30, adentrándose así brevemente en el barrio de Entrevías del distrito de Puente de Vallecas, para finalizar, tras un nuevo paso inferior bajo las vías de las líneas de ferrocarril hacia Valencia, Barcelona y las que dan acceso a la estación de mercancías de Abroñigal, en la calle del Convenio, en el barrio de San Diego. Recibe su nombre en recuerdo del médico, higienista y antiguo alcalde de Madrid Francisco Méndez Álvaro (1806-1883).
Discurre de forma paralela a la avenida de la Ciudad de Barcelona, de la que la separa la playa de vías de la estación de Atocha, y se convierte en la puerta de entrada a Madrid para muchos viajeros, ya que en ella se encuentra la Estación Sur de Autobuses, la más importante de las de largo recorrido de toda la ciudad.
Entre sus intersecciones se encuentran la Calle del Comercio, calle de Pedro Bosch, la avenida del Planetario y la M-30.

## Descripción
La calle Méndez Álvaro parte de la glorieta del Emperador Carlos V (Atocha), deja a su izquierda la estación de Atocha y prosigue en dirección suroeste. Es de doble sentido, con varios carriles en cada sentido, salvo el tramo inicial, entre la calle Canarias y Atocha, que discurre únicamente en sentido norte. 
Al inicio de su recorrido, se encuentra limitada a su izquierda por la estación de Atocha (esta cuenta con un acceso peatonal y de taxis desde Méndez Álvaro), en tanto que recibe por su derecha las calles del ensanche sur que fueron construidas: Tortosa, Rafael de Riego, Murcia, General Lacy, Delicias, Áncora, Juan Martín el Empecinado, Canarias y Bustamante. A continuación se encuentra la calle Mejorada del Campo, que facilita la conexión entre la calle del Comercio (que bajo la playa de vías de la estación de Atocha constituye la prolongación de la avenida de Menéndez Pelayo) y la calle Ramírez de Prado, y la plaza del Amanecer en Méndez Álvaro, también en el lado oeste.
Siguiendo por la acera oeste, se halla la sede corporativa de Repsol. Más hacia el sur, recibe por su izquierda la calle Pedro Bosch, poco antes de atravesar, mediante un paso inferior, la línea de ferrocarril que une Atocha con Delicias. Pasado el paso inferior, sale a su derecha la avenida del Planetario. Enfrente, en la acera este, se encuentra la Estación Sur de Autobuses. Tras atravesar mediante un paso inferior la M-30, y dar acceso por su acera oeste a la estación de Abroñigal, se convierte en la avenida de Entrevías.

## Historia

### Nacimiento y consolidación como área industrial

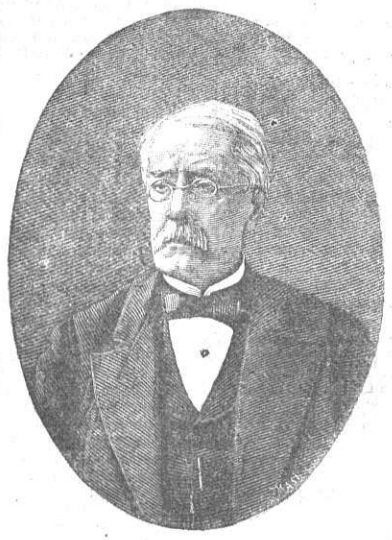
La calle recibió en 1884 su denominación del médico, higienista y alcalde de Madrid Francisco Méndez Álvaro, que había fallecido el año anterior.

La calle de Méndez Álvaro tiene su origen en el denominado camino de Yeseros, que discurría desde la Puerta de Atocha a la derecha del arroyo Carcabón (también conocido como arroyo del Prado o de la Fuente Castellana). Su urbanización comenzó en el siglo XIX, al plantearse la construcción de la zona sur del Ensanche de la ciudad. El primer nombre que tuvo fue calle del Sur, debido a su orientación.
 En 1884 recibió el nombre actual en recuerdo del médico y antiguo alcalde de Madrid Francisco Méndez Álvaro.
En el primer tercio del siglo XIX se habían establecido en la margen oeste del camino las sacramentales de San Nicolás (1819), especie de panteón de hombres ilustres, y San Sebastián (1824), contiguas los dos. Se encontraban a la altura de las actuales calles Áncora y Ramírez de Prado. Ambas fueron clausuradas en 1874 por problemas de salubridad, aunque no desaparecieron hasta 1912. Entre 1922 y 1923 se construyó en el número 4 de la calle Méndez Álvaro, casi en la glorieta de Atocha, el colegio público Menéndez y Pelayo, que todavía se encuentra en funcionamiento.
El proyecto del ensanche sur quedó, sin embargo, totalmente desvirtuado al construirse el ferrocarril de contorno que unía las estaciones de Atocha y Príncipe Pío en 1866 (que salva la calle Méndez Álvaro gracias a un paso elevado). La nueva vía salvaba el camino de Yeseros mediante un paso a desnivel, en el punto en el que el arroyo Carcabón cruzaba el camino (de esta forma, el paso elevado permitía el paso tanto del arroyo como del camino, que seguía hasta el arroyo Abroñigal, hoy la M-30, en el límite del término municipal de Madrid). El tendido del ferrocarril trajo consigo una modificación del trazado del ensanche y un cambio en los usos del suelo. Como el resto del área del ensanche sur, la calle Méndez Álvaro se convirtió en la ubicación de numerosas instalaciones industriales de las que ya apenas quedan restos. También se instaló allí el Parque Central del Servicio Municipal de Limpiezas del Ayuntamiento de Madrid (construido entre 1915 y 1918 e inaugurado en 1921), todavía fuera de la ciudad: El lugar elegido [..] es la llamada Quinta de San José, situada a la terminación de la calle de Méndez Alvaro y contigua a la vía de circunvalación. De esta finca, por incumplimiento de contrato de una Sociedad de saneamiento, se incautó el Excmo. Ayuntamiento, ocupando sus locales, que en la actualidad están a cargo de este servicio. La referida calle de Méndez Alvaro no tiene grandes pendientes y está trazada en línea recta, desde la glorieta de Atocha, hasta la misma entrada del Parque en proyecto, por lo cual se ve, que las comunicaciones con la población resultarán inmejorables. En la actualidad apenas quedan unos pocos edificios del conjunto, atravesado por la avenida del Planetario (uno de ellos ocupado por el Museo Ángel Nieto).
Como consecuencia del trazado ferroviario, la calle Méndez Álvaro quedó sin apenas conexiones viarias en su tramo final. El plan Castro preveía que el nuevo ensanche de Madrid estuviese delimitado exteriormente por un "camino de ronda" que completase con el Manzanares el cierre del nuevo recinto (este camino de Ronda sería el origen del segundo cinturón de circunvalación de Madrid). La presencia de la estación de Atocha y de las vías que se dirigían hacia el sur, así como el ferrocarril de contorno, constituyeron un obstáculo casi insalvable para completar la sección sur del paseo de Ronda, por lo que el segundo cinturón, que debía cruzarse con la calle Méndez Álvaro, no fue completado, quedando interrumpido en la calle de Pacífico (actual avenida Ciudad de Barcelona), donde terminaba la calle del Doctor Esquerdo.

### Primeras transformaciones
Este panorama empezó a cambiar en el segundo tercio del siglo XX. En 1972 se abrió una conexión entre la avenida Ciudad de Barcelona y la calle Méndez Álvaro: la calle Pedro Bosch, la cual, a través de un paso elevado que partía de la calle del Doctor Esquerdo, salvaba la playa de vías de la estación de Atocha y la avenida Ciudad de Barcelona para enlazar con Méndez Álvaro. Dicho enlace se hacía al norte del paso elevado por el que la vía del ferrocarril de contorno salvaba la calle Méndez Álvaro. Ya se preveía entonces la continuación de la calle Pedro Bosch hasta la plaza de Legazpi, pero no se tomaron medidas en tal sentido.
El 11 de noviembre de 1974 se inauguró la avenida de la Paz (nombre que tomaba la M-30 en su recorrido este, entre la carretera de Burgos y el río Manzanares). Inicialmente, el cruce con la calle Méndez Álvaro se realizaba a nivel. El 30 de noviembre de 1976 se inauguró el paso elevado mediante el cual la M-30 pasaba sobre la calle Méndez Álvaro, que se transformaba, pasada la autopista, en la avenida de Entrevías.
En mayo de 1981 se abrió la ampliación de la línea 6 de metro que discurría desde Pacífico a Oporto. Se construyó una estación, denominada Méndez Álvaro, entre las de Pacífico y Legazpi, ubicada bajo la intersección de las calles de Pedro Bosch y la calle homónima. Ya se había efectuado la previsión de que el metro enlazase en Méndez Álvaro con la línea de Cercanías que se iba a construir entre Villaverde Alto y Atocha.
Con motivo de la aprobación del nuevo Plan General de Ordenación Urbana de Madrid de 1985 se abrieron nuevas calles, muy ligadas al desmantelamiento del scalextric de Atocha y a la necesidad de aliviar el tráfico por la glorieta. El 24 de marzo de 1986 se inauguraba el túnel bajo la playa de vías de la estación de Atocha que enlazaba las calles Méndez Álvaro y Menéndez Pelayo a través de la calle del Comercio. Pocos meses después se abría el enlace entre la calle Méndez Álvaro y la calle Embajadores mediante la avenida del Planetario, que salvaba gracias a un túnel el obstáculo del cerro de la Plata, en el que se estaba construyendo el parque Tierno Galván. El enlace con Méndez Álvaro se hacía pasado el cruce con el ferrocarril de contorno, en la zona en la que se encontraba el antiguo Parque Central de Limpiezas.
Paralelamente, las actuaciones derivadas del Plan de Cercanías de Madrid iban a dejar también su huella en la calle Méndez Álvaro. Aunque con mucho retraso sobre la planificación inicial, en septiembre de 1989 se abrió al público una nueva variante ferroviaria entre las estaciones de Atocha y Villaverde Alto, para dar servicio a Parla y Fuenlabrada, con parada en Méndez Álvaro, donde se construyó una estación subterránea situada de forma perpendicular a la estación de metro existente. Se construyó entonces un nuevo vestíbulo común a ambas estaciones con un acceso a la calle Pedro Bosch.

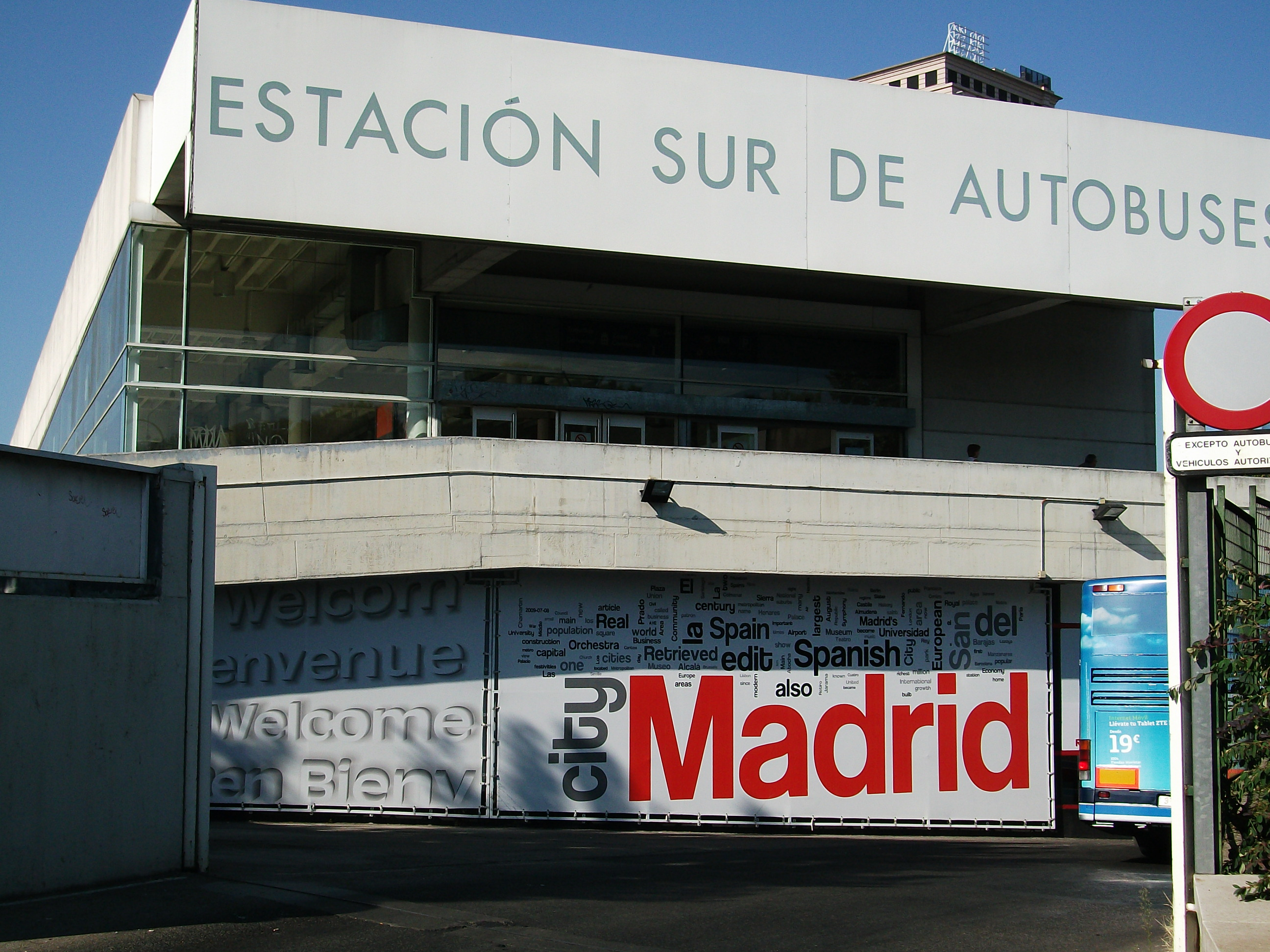
Fachada sur de la Estación Sur de Autobuses, construida entre 1995 y 1997, sustituyendo la antigua estación de Palos de la Frontera.

A principios de la década siguiente comenzó la reordenación de una gran parcela ocupada por antiguos terreros industriales situada al final de la calle Méndez Álvaro, a su derecha, entre esta, la M-30 y las vías del Alta Velocidad Española y del antiguo ferrocarril de circunvalación. En dicha parcela se construyeron la Estación Sur de Autobuses (1995-1997), con fachada a la calle Méndez Álvaro; el centro comercial Méndez Álvaro, propiedad de El Corte Inglés, que a pesar de su nombre se encontraba en la calle Retama (abierta en 1990); y una serie de torres de oficinas entre las que destacan Torre Suecia, de Ricardo Bofill, e Indocentro, del estudio AUIA, también en la calle Retama, discurría desde la calle Méndez Álvaro hacia el este, paralela a la M-30.
En la misma década de 1990, otro operación urbanística iba a dejar también su huella: el Pasillo Verde Ferroviario, que perseguía recuperar el degradado espacio urbano del distrito de Arganzuela, víctima de los efectos de la instalación del ferrocarril de contorno, que sería soterrado, aprovechándose el terreno liberado para la construcción de viviendas y equipamientos. La línea del antiguo ferrocarril de circunvalación fue desdoblada para habilitar el tráfico de cercanías. Para ello se construyó una nueva estación de tren con dos andenes, uno para cada sentido, en la superficie, en puente por el que la línea salvaba la calle Méndez Álvaro. Por dicha línea comenzaron a circular en junio de 1996 las líneas C-7b y C-10. Las dos estaciones de ferrocarril, la estación de metro y la Estación Sur de Autobuses se conectaron entre sí, formando un intercambiador.

### Cambio de usos

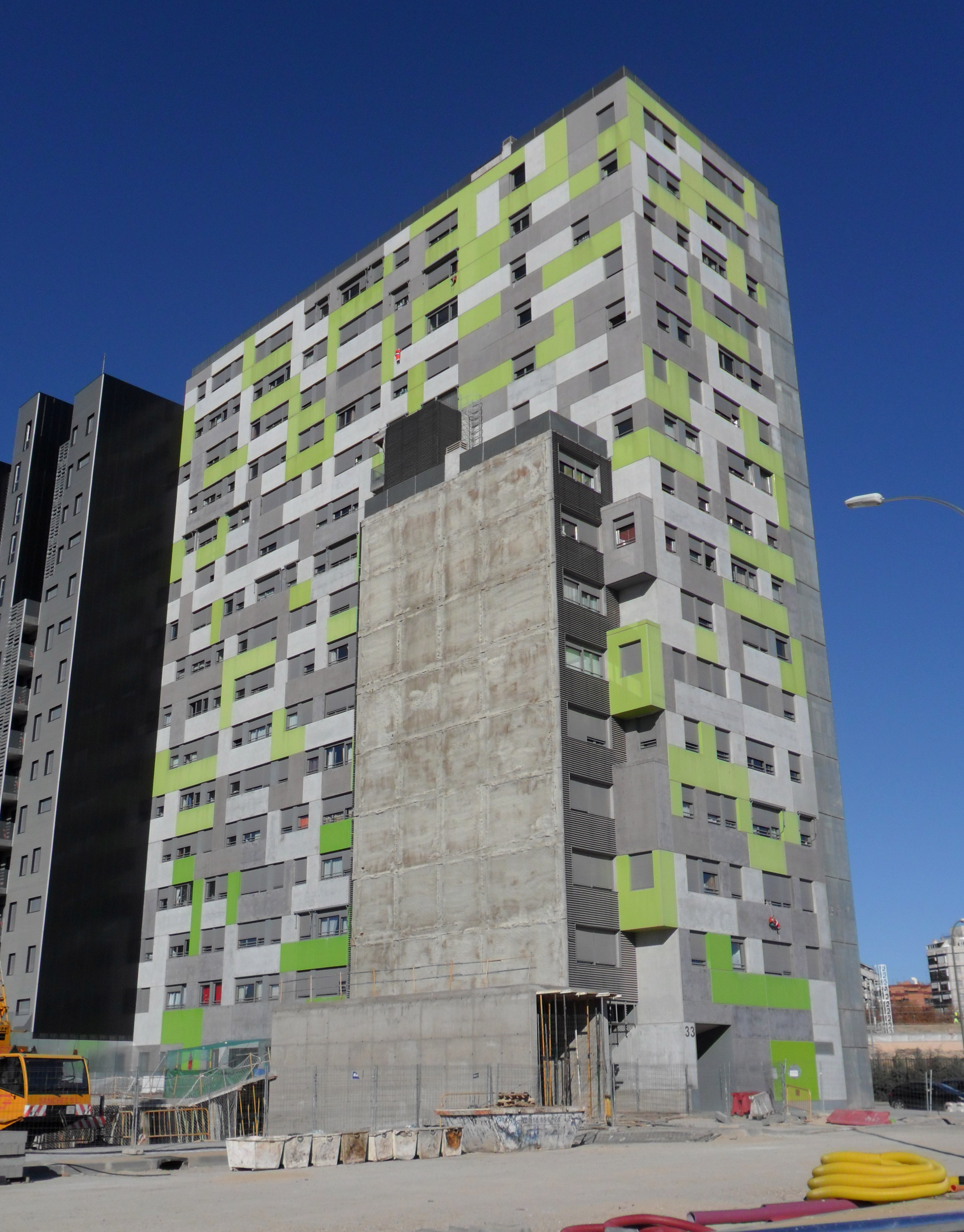
Vista del edificio Méndez Álvaro Norte I durante su construcción (2011). Situado en el nuevo viario abierto en el APR 02.06, en las inmediaciones de la calle Méndez Álvaro.

Durante la década de 1990 se empieza a producir el desmantelamiento de las instalaciones industriales ubicadas en la calle Méndez Álvaro y su sustitución por viviendas y oficinas. También se abrió nuevo viario que permitía una mejor conexión con la calle. Por ejemplo, en 1990 se creó la plaza del Amanecer en Méndez Álvaro, que modificaba la incorporación de la calle Ramírez de Prado a Méndez Álvaro.

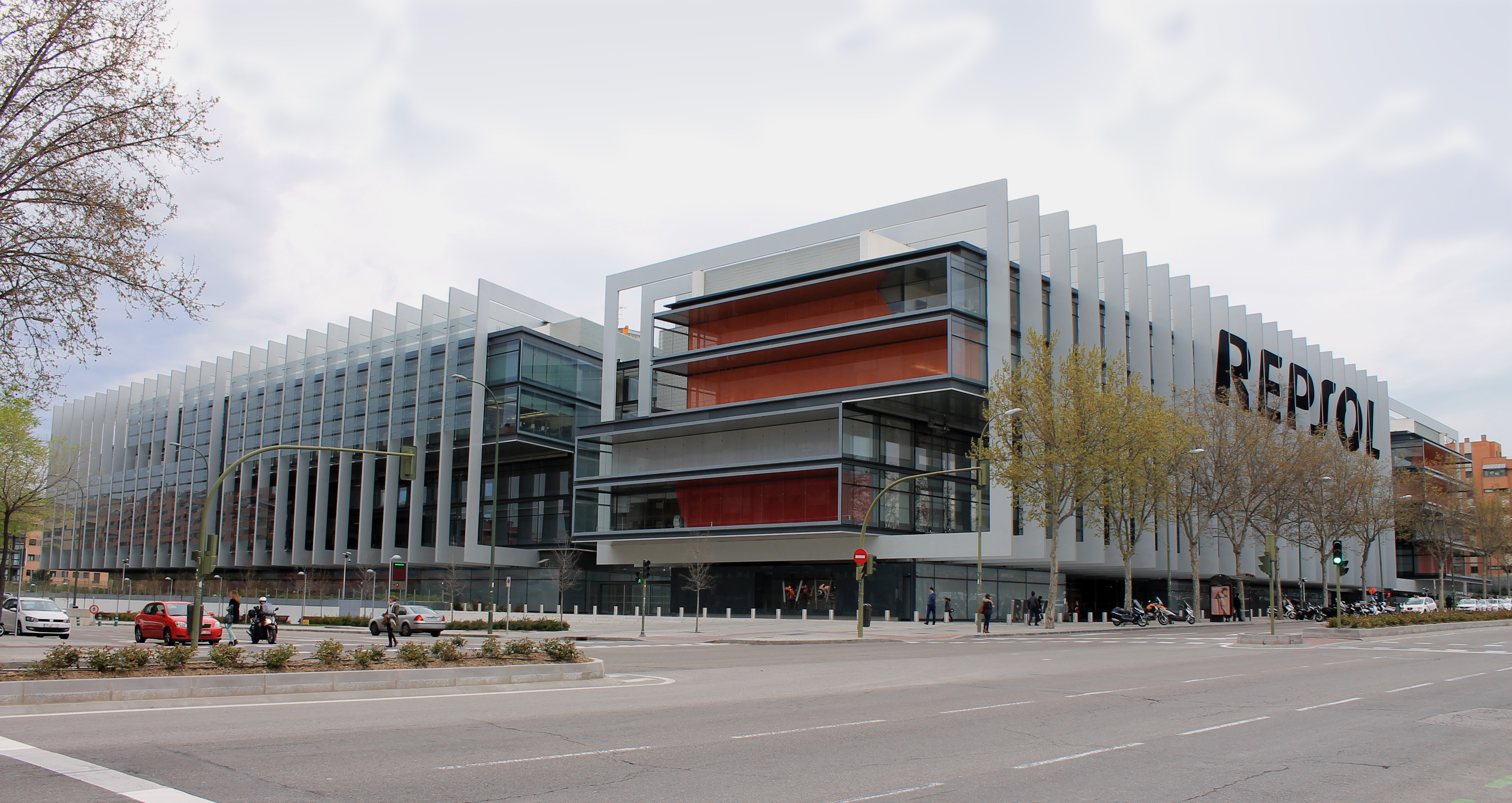
Sede central de Repsol, vista desde la acera de los impares de la calle Méndez Álvaro. Fue construida entre 2008 y 2013.

El Plan General de Ordenación Urbana de Madrid de 1997 planteaba una estrategia de "transformación del sur [de la almendra central de la ciudad]" con Méndez Álvaro como uno de sus ejes, con la pretensión de convertir "la calle Méndez Álvaro en vía principal de la red urbana" y de suprimir los núcleos de infravivienda situados en sus inmediaciones. Así, se ejecutaron durante las décadas de 2000 y 2010 diversas actuaciones, como las denominadas APR 02.06 y APR 02.08 (APR significa Área de Planeamiento Remitido). La primera, denominada Méndez Álvaro Norte I, pretendía reordenar el área comprendida entre las calles Méndez Álvaro, del Comercio, Tejo y la playa de vías de la estación de Atocha, una bolsa de deterioro urbano ya definida en el Plan General de Ordenación Urbana de 1985. La actuación, sin embargo, no comenzó hasta 2007 y llevó a cabo el derribo de instalaciones industriales obsoletas y de infravivienda, realojando a los habitantes afectados en un edificio de la EMVS conocido como Méndez Álvaro Norte I.
El APR 02.08, conocido como Méndez Álvaro-M-30 reordenó el área situado entre la M-30, la calle Méndez Álvaro, la calle Meneses y la avenida del Planetario. Tuvo lugar durante la década de 2000, tras la venta del solar de la fábrica de Flex situada en la zona. La actuación permitió la construcción de edificios de viviendas y de oficinas y la creación de nuevo viario (así como el corte de la calle Villarrobledo, que unía Meneses con Méndez Álvaro, y que perdió la mitad de su trazado).
Al mismo tiempo, en 2009, el ayuntamiento de Madrid encargaba la redacción de un plan especial para la zona denominada Delicias-Méndez Álvaro-Abroñigal. Sus recomendaciones fueron añadidas al preavance del nuevo Plan General del Ordenación Urbana, publicado en 2012. Sus propuestas perseguían fundamentalmente aumentar el uso terciario de las parcelas que habían quedado libres en la calle Méndez Álvaro, así como en la estación de autobuses. También ensanchar la calle Mejorada del Campo para permitir un acceso más fluido entre las calles del Comercio y Ramírez de Prado atravesando Méndez Álvaro.
Por otra parte, en 2007 Repsol decidió ubicar en la zona su sede corporativa, descartando la Torre Repsol del complejo Cuatro Torres, en el paseo de la Castellana. Para ello, adquirió un local propiedad de la Compañía Logística de Hidrocarburos (CLH) en 2007, situado en el número 44 de la calle Méndez Álvaro. La nueva sede corporativa, un conjunto de cuatro edificios de cinco plantas proyectado por el estudio Rafael de la Hoz, fue inaugurada en enero de 2013. Se trata del único gran centro corporativo situado en el casco urbano de Madrid.